# Burkivți, Ciudniv
Burkivți (în ucraineană Бурківці) este localitatea de reședință a comunei Burkivți din raionul Ciudniv, regiunea Jîtomîr, Ucraina.

## Demografie
Componența lingvistică a localității Burkivți
     Ucraineană (98,91%)
     Rusă (1,09%)
Conform recensământului din 2001, majoritatea populației localității Burkivți era vorbitoare de ucraineană (98,91%), existând în minoritate și vorbitori de rusă (1,09%).